# Zakkenlift

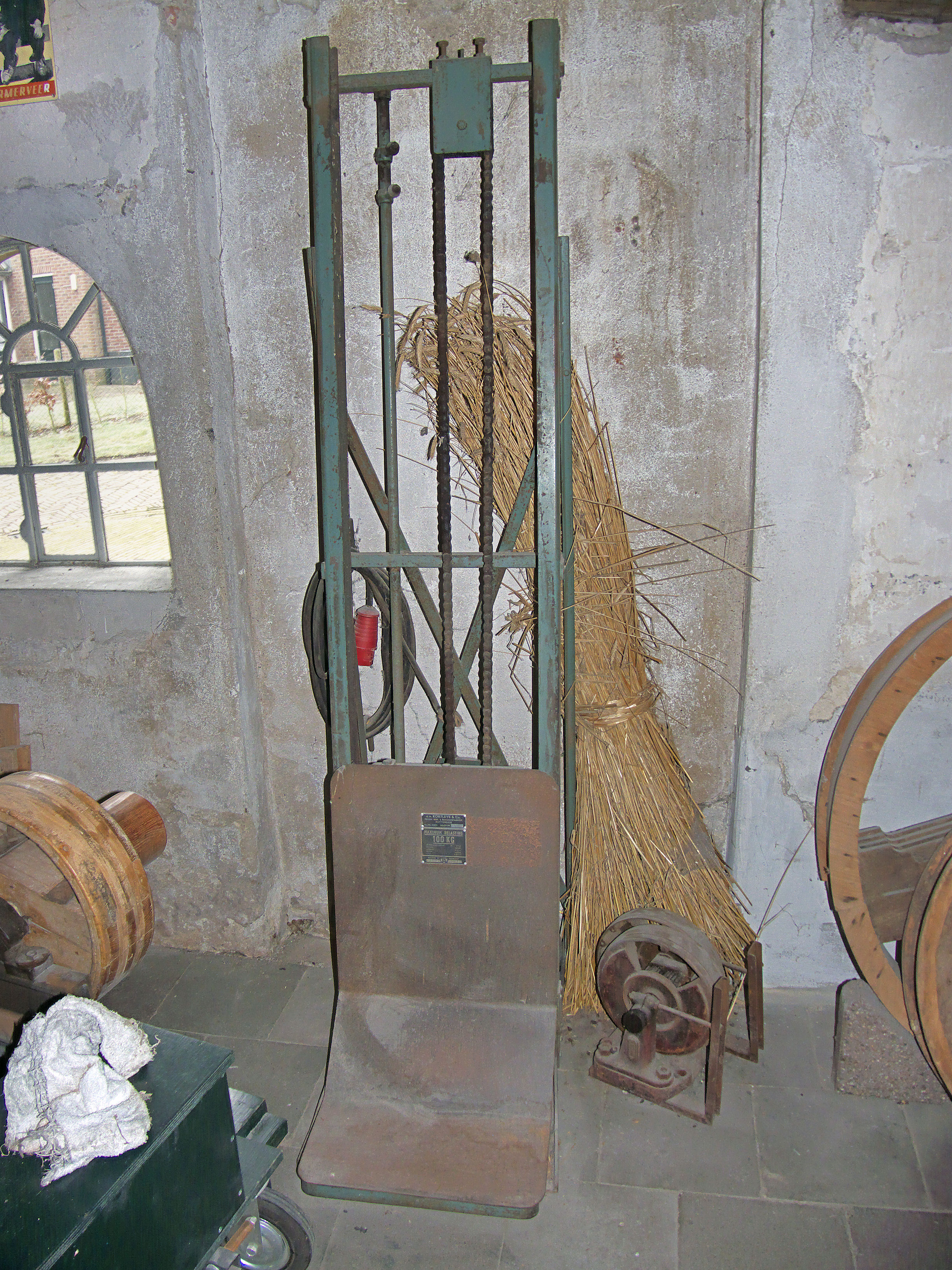
Elektrisch aangedreven zakkenlift in de Venemansmolen

Een zakkenlift is een vroeger gebruikt hulpmiddel om zakken op te tillen. Er zijn zakkenliften die met de hand bediend moeten worden en er zijn elektrisch aangedreven liften. Vroeger werden ze veel gebruikt op korenmolens.

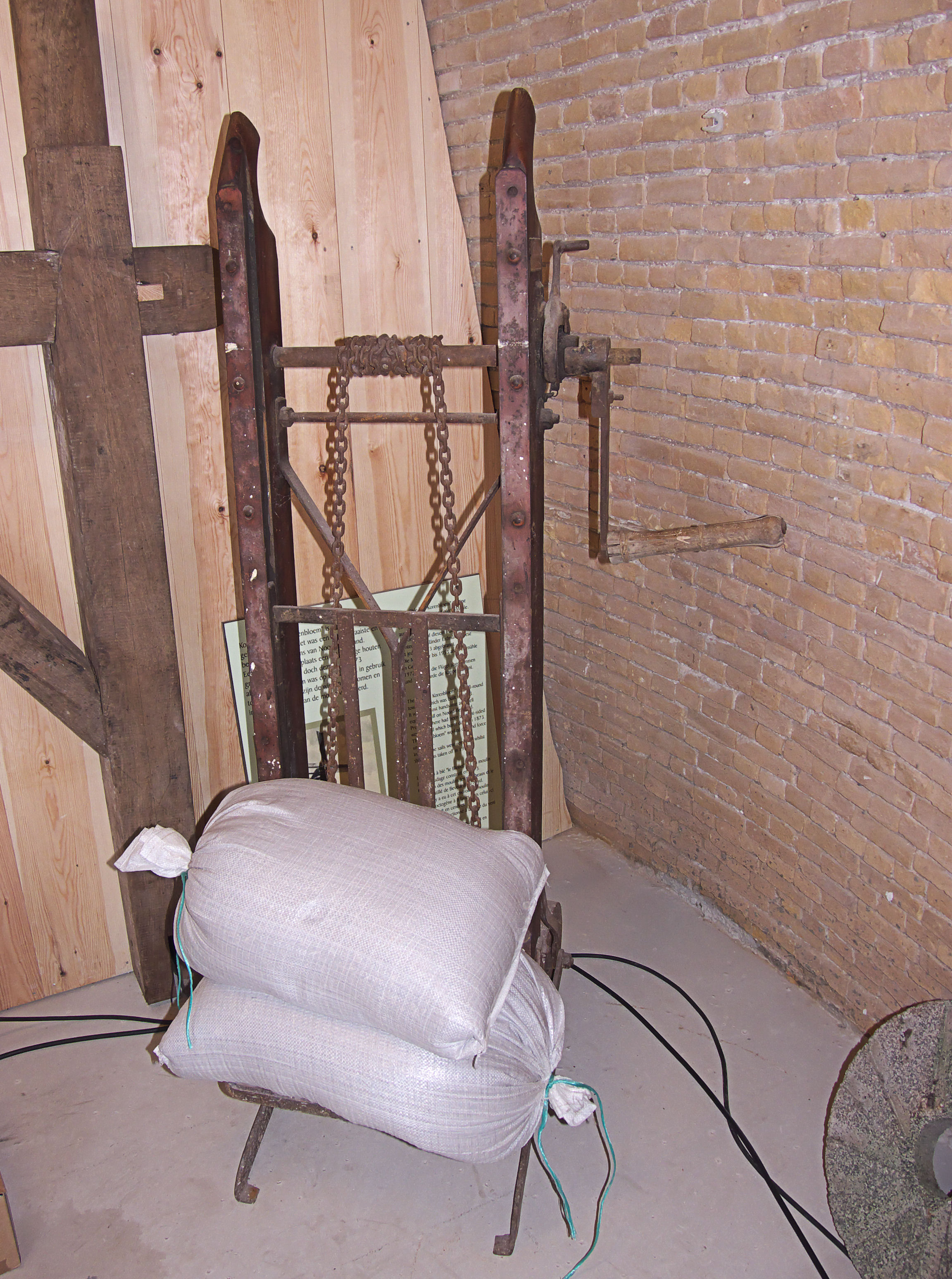
Handbediende zakkenlift in molen De Korenbloem in Kortgene